# Psechrus insulanus
Psechrus insulanus is een spinnensoort uit de familie van de Psechridae. De wetenschappelijke naam van de soort werd voor het eerst geldig gepubliceerd in 2014 door Bayer.